# کاظم قره‌بکر
کاظم قره‌بِکر (انگلیسی: Kâzım Karabekir؛ ۲۳ ژوئیه ۱۸۸۲ – ۲۶ ژانویهٔ ۱۹۴۸) یک فرد نظامی اهل ترکیه بود. او به خاطر اختلافاتش با آتاتورک مشهور است. او دیدگاه‌های متفاوتی با آتاتورک در مورد تحقق اصلاحات او از جمله لغو خلافت، داشت. او با اصل موضوع مخالف نبود بلکه زمانه را مناسب این مهم نمی‌دید. چراکه نیروهای بریتانیا در مرز جنوب‌شرقی ترکیه مستقر بودند و می‌خواستند کرکوک را از امپراتوری عثمانی جدا کنند. او فکر می‌کرد لغو خلافت باید به بعد از حل شدن این مسئله موکول شود.